# 朵思
朵思（1939年8月4日—），本名周翠卿，日本名吉川光子，另有筆名韻茹、周炎錚、紀清，嘉義市人，台灣女詩人。

## 生平
出生於醫生家庭。1953年，十四歲時就在《公論報》副刊發表小說。1955年，十六歲，在《野風》雜誌上發表了第一首詩作〈路燈〉。1956年進入嘉義女中高中部，次年因病休學，入文壇函授學校小說班，投稿《當代文藝》，結識主編畢加。1958嘉義女中畢業，因與父親決裂，無心升學，後離家出走南下投奔畢加。1960年3月，與畢加於高雄左營完婚，育兩男一女。1961	《創世紀》詩刊、香港《好望角》期刊借朵思左營的家為聯絡地址，與畫家馮鍾睿、小說家張放比鄰而居，紀弦、尼桑、白萩、白浪萍、朱橋等文人曾南下訪談。1962年2月，母歿。1979年父歿，同年9月年加入創世紀詩社，長期在詩壇活躍。
2014年1月發表新詩〈夢境低語〉紀念於2012年在南非德班猝逝的羅英。

## 作品
1963年4月出版其第一本詩集《側影》，多年後才出版《窗的感覺》（1990年）、《心痕索驥》（1994年）、《飛翔咖啡屋》（1997年）、《從池塘出發》（1999年）、《曦日》（2004年）等等詩集，還有兒童詩《夢中音樂會》。另外還有長篇小說《不是荒徑》（1969年）、短篇小說集《紫紗巾和花》（1983年）等，以及散文集《斜月遲遲》（1982年）、《驚悟》（1987年）等。 